# 吳弘達
吳弘達（英語：Harry Wu，1937年2月8日—2016年4月26日），美籍华人，人權活動人士，1994年马丁·恩纳尔斯人权捍卫者奖获得者；曾在中國大陸期間，被中華人民共和國政府關押勞改營长達19年。

## 生平
吳弘達出生於上海一個富裕家庭，父親為一名銀行家，母親則為一名地主。在經歷第二次國共內戰後的1949年，他们選擇留在中國大陸。在中國共產黨執政後，他家的处境起了變化，其資產被沒收，並需把鋼琴變賣。
吳曾於北京地質學院就讀，在「百花齊放」時期中，他因為批評當局的做法，而於1956年因言獲罪被判入獄，1960年被打成反革命分子並投進勞改營。
毛澤東去世後，吳弘達於1979年獲釋，後移民至美國，先在柏克萊加州大學出任地質學客席教授，及後開始撰寫他在中國的遭遇，至1992年離職，並積極投入人權活動。他成立了勞改基金會（Laogai Research Foundation），一個非營利的研究及公眾教育機構。
1995年，吳弘達進入中國大陸時被拘留。羈留66日後被驅逐出境。
2002年4月，吳應邀出席香港外國記者協會的研討會，但被香港入境處拒絕入境；美國國務院及美國駐港領事館一度關注有美國公民被拒入境。
2008年，吳在美國建立了一座勞改博物館；他說，原本希望在中國也看到相同的成果。
2016年4月26日，吴在洪都拉斯度假时逝世，享年79岁。

## 爭議
2007年，雅虎公司捐助1700萬美元，用於資助中國異議人士的家庭。在吳弘達死後，根據公開的財務記錄與法庭證詞等，這筆錢中，仅有120萬美元被用於資助異議人士家庭，其他的1300多萬美元被用於吳弘達自己的基金會，用來營運一個網站與博物館。

## 著作
- 《中國的古拉格：大陸勞改隊及奴工產品真相》(ISBN 9571303836)
- 《一個人的兩個故事》(ISBN 1931550875)
- 《勞動教養和留場就業》(ISBN 1931550557)
- 《國策下的國難：中國計劃生育政策評析》(ISBN 1931550425)
- 《共產黨的慈善事業：關於中國摘取死囚器官調查報告》(勞改基金會, 2002年, ISBN 1931550093)
- Troublemaker : one man's crusade against China's cruelty(ISBN 0701165774)
- Bitter winds : a memoir of my years in China's Gulag(ISBN 0471556459)